# Kuhlia petiti
Kuhlia petiti är en fiskart som beskrevs av Schultz, 1943. Kuhlia petiti ingår i släktet Kuhlia och familjen Kuhliidae. Inga underarter finns listade i Catalogue of Life.